# Breuilh
Breuilh (trong tiếng Occitan Bruelh) là một xã của Pháp, nằm ở tỉnh Dordogne trong vùng Aquitaine của Pháp. Xã này có diện tích 10,26 km2, dân số năm 2007 là 215 người. Xã nằm ở khu vực có độ cao từ 144–246 m trên mực nước biển.

## Hành chính
| Danh sách các xã trưởng                |             |                 |      |         |
| Giai đoạn                              | Giai đoạn   | Tên             | Đảng | Tư cách |
| 1977                                   | đương nhiệm | Roland Collinet | UMP  | hưu trí |
| Tất cả các dữ liệu trước đây không rõ. |             |                 |      |         |

## Thông tin nhân khẩu
| Năm    | 1962 | 1968 | 1975 | 1982 | 1990 | 1999 | 2007 |
| ------ | ---- | ---- | ---- | ---- | ---- | ---- | ---- |
| Dân số | 131  | 125  | 123  | 123  | 161  | 199  | 215  |